# آتش زیر خاکستر (فیلم ۱۹۹۷)
آتش زیر خاکستر (به انگلیسی: Fire Down Below) یک فیلم اکشن و دلهره‌آور آمریکایی محصول سال ۱۹۹۷ با بازی استیون سیگال و کارگردانی فلیکس انریکز آلکالا در اولین کارگردانی خود است. استیون سیگال نقش جک تاگرت، یک مأمور حفاظت محیط زیست بازی می‌کند که در یک معدن در کنتاکی تحقیق می‌کند و به مردم محلی کمک می‌کند تا از حقوق خود دفاع کنند. این فیلم در ۵ سپتامبر ۱۹۹۷ در ایالات متحده اکران شد، و نقدهای منفی از منتقدان دریافت کرد و در نهایت تبدیل به بمب گیشه شد.

## ساخت
فیلم در لوکیشن در کنتاکی و اطراف آن فیلمبرداری شد. بخش‌هایی از «صحنه تعقیب و گریز کامیون» در پارک تفریحی ایالتی پل طبیعی فیلمبرداری شده است. برخی از صحنه‌های افتتاحیه در پارک تفریحی ایالتی کامبرلند فالز فیلمبرداری شد. صحنه‌های غار در غار نمکی بزرگ فیلمبرداری شده است. این سومین و آخرین باری بود که کین هادر با سیگال به عنوان بدلکار کار کرد.

## بازخوردها
- فیلم در ۵ سپتامبر ۱۹۹۷ منتشر شد. این فیلم در آخر هفته افتتاحیه خود در ایالات متحده و کانادا ۶ میلیون دلار فروخت و به ۱۶٫۲ میلیون دلار به علاوه ۸٫۳ میلیون دلار در سطح بین‌المللی رسید که مجموعاً ۲۴٫۵ میلیون دلار در سراسر جهان به دست آورد.[۱]
- در راتن تومیتوز، این فیلم بر اساس رای ۲۸ نقد، با میانگین امتیاز ۳٫۵ از ۱۰ و ۱۴٪ تأیید شده است.[۴]
- در متاکریتیک، این فیلم بر اساس بررسی‌های ۱۳ منتقد، امتیاز ۴۰ از ۱۰۰ را کسب کرده است.[۵]
- تماشاگران در نظرسنجی سینماسکور به فیلم نمره متوسط "B-" در مقیاس A+ تا F دادند.[۶]

## داستان
داستان دربارهٔ نماینده حفاظت از محیط زیست، جک تاگگارت در حال مبارزه با انواع مشاغل بزرگ به سرپرستی اورین هانر است که زباله‌های سمی را در جایی در منطقه تپه‌های کنتاکی می‌ریزند. آنها همچنین عامل همکار وی را به قتل رسانده و طبیعت منطقه را نیز می‌کشند.